# Cazzie David
Cazzie David (1994) é uma escritora e atriz americana. David co-criou e co-estrelou a série da web Eighty-Sixed (2017). Sua primeira coleção de ensaios No One Asked For This foi lançada em 2020. Ela também aparecerá na próxima terceira temporada da The Umbrella Academy.

## Infância e educação
David was born in 1994, the daughter of comedian and Seinfeld co-creator Larry David. Her mother, Laurie David, is an environmental activist and film producer. David has one younger sister. David earned a Bachelor of Arts degree in writing for film and television from Emerson College in 2016.

## Carreira
David e Elisa Kalani criaram a série web Eighty-Sixed, que teve oito episódios. David e Kalani desenvolveram Half-Empty para Amazon Prime Video, que foi escolhido para um episódio piloto em 2019.
David lançou a coleção de ensaios No One Asked For This em 2020, que alcançou o segundo lugar na lista dos mais vendidos de não ficção do The New York Times.

## Vida pessoal
Ela já namorou o comediante Pete Davidson por dois anos e meio.

## Filmografia

### Televisão
| Ano  | Título                 | Função | Notas                                                                   |
| ---- | ---------------------- | ------ | ----------------------------------------------------------------------- |
| 2007 | Hannah Montana         | Cazzie | Episódio: "Namorado do meu melhor amigo"                                |
| 2016 | CollegeHumor Originals | Aluna  | Episódio: "O segredo por trás da pose do tapete vermelho de cada atriz" |
| 2017 | Eighty-Sixed           | Remi   | 8 episódios; também escritor e diretor                                  |
| 2019 | The Umbrella Academy   | Jayne  | Episódio #3.1                                                           |